# Astroloba corrugata
Astroloba corrugata és una espècie de planta suculenta del gènere Astroloba, que pertany a la subfamília de les asfodelòidies (Asphodeloideae), dins la família de les asfodelàcies (Asphodelaceae).

## Descripció

### Característiques vegetatives
Astroloba corrugata té les fulles generalment verticals i formen cinc fileres rectes o rarament es disposen de manera semblant a un maó als brots. El limbe foliar és de color verd clar a fosc i fa de 14 a 25 mm de llarg i d'11 a 18 mm d'ample. Les puntes de les fulles estan doblegades cap a fora. La punta adjunta fa entre 0,4 i 1 mm de llarg. Les berrugues a la superfície de la fulla estan sempre presents i tendeixen a estar disposades en línies longitudinals. Les berrugues fan 0,5 mil·límetres de diàmetre i són del mateix color que la superfície de la fulla.

### Inflorescències i flors
La inflorescència no ramificada és un raïm de flors soltes de 10 a 43 cm de llarg. Les flors són blanques o de color crema, lleugerament rosades o amb matisos verdosos i estan en peduncles de 2 a 9 mm de llarg i tenen les puntes blanquinoses o de color crema. La seva nervadura central és verda i tenyida de beix o rosa. El perigoni fa de 7 a 12 mm de llarg i de 2,5 a 3 mm de diàmetre. Les seves puntes fan uns 1,5 a 2 mm de llarg. El teixit dels dos costats dels tèpals exteriors està ocasionalment lleugerament inflat.

### Genètica
El nombre de cromosomes és de {\displaystyle 2n=14}.

## Distribució
Astroloba corrugata es distribueix a la província sud-africana del Cap Occidental, concretament a l'extrem occidental del Petit Karoo. La seva àrea de distribució està limitada per les muntanyes Langeberg al sud i a l'oest, i per les muntanyes Witteberge al nord. Hi ha formes glabres ocasionals al pas Ouberg, on també es troba un híbrid natural amb T. pumila. Es poden veure altres formes petites i petites interessants al voltant de Montagu fins a Barrydale.

## Taxonomia
Astroloba corrugata va ser descrita per N.L.Mey. & Gideon F.Sm. i va ser publicat a Bothalia 28: 61, a l'any 1998.
Etimologia
Astroloba: nom genèric que deriva de les paraules gregues astros, "estrella" i lobos, "lòbul".
corrugata: epítet llatí que significa 'arrugada'.
Sinonímia
- Haworthia corrugata (N.L.Mey. & Gideon F.Sm.) M.Hayashi, Haworthia Study 3: 13 (2000).
- Tulista corrugata (N.L.Mey. & Gideon F.Sm.) G.D.Rowley, Alsterworthia Int., Special Issue 10: 5 (2013).
- Apicra aspera var. major Haw., Suppl. Pl. Succ.: 63 (1819).
- Haworthia aspera var. major (Haw.) Parr, Bull. African Succ. Pl. Soc. 6: 195 (1971).[6]